# Parafia św. Maksymiliana Kolbego w Grudziądzu
Parafia Świętego Maksymiliana Kolbego i Świętego Jana Pawła II w Grudziądzu – parafia rzymskokatolicka w diecezji toruńskiej, w dekanacie Grudziądz II, z siedzibą w Grudziądzu. Erygowana 14 marca 1982.
Kościół parafialny został wybudowany w latach 1985–1992.

## Historia
Parafia została erygowana 14 marca 1982  roku przez biskupa chełmińskiego Mariana Przykuckiego. 23 maja 1982 roku odbyła się pierwsza msza w prowizorycznej kaplicy o konstrukcji drewnianej. 11 lipca 1982 roku został poświęcony przez biskupa Mariana Przykuckiego plac kościelny i krzyż misyjnego, a 12 września 1982 roku tymczasowa kaplica murowana. Budowę kościoła rozpoczęto 24 sierpnia 1985 roku. 19 października 1986 roku został wmurowany kamień węgielny, a 30 kwietnia 1989 roku biskup Przykucki konsekrował kościół dolny Nawiedzenia NMP. 25 grudnia 1991 roku odprawiono pierwszą mszę w górnym kościele „pasterkę”. 11 października 1992 roku został konsekrowany kościół górny św. Maksymiliana Marii Kolbego. W 1999 roku poświęcono dzwonnicę, a w 2008 organy piszczałkowe. W 2014 roku poświęcono tryptyk miłosierdzia. 1 października 2018 roku parafia powołała Fundację Inicjatyw Społecznych Źródło, a w 2020 roku parafialny Zespół Caritas.

## Proboszczowie
- ks. prał. Henryk Kujaczyński (1982–2016)[2]
- ks. kan. Marek Borzyszkowski (2016–2024)[3]
- ks. kan. Artur Szymczyk (od 2024)[4][3]

## Zasięg parafii
Ulice: Adama Asnyka, Stefana Grota Roweckiego, Maksymiliana Jackowskiego, Marii Konopnickiej, Konstytucji 3 Maja, Janusza Korczaka, ks. Henryka Kujaczyńskiego, Kornela Makuszyńskiego, gen. Leopolda Okulickiego, Władysława Orkana, Elizy Orzeszkowej, Północna, Leopolda Staffa, Czesława Szachnitowskiego, Szarych Szeregów, Jana i Jędzeja Śniadeckich, Władysława Wągla, Stanisława Wyspiańskiego, Zachodnia, Ludwika Zamenhofa, Gabrieli Zapolskiej.